# Guerra al Donbàs
La Guerra al Donbàs (també anomenada la Guerra a l'est d'Ucraïna) és un conflicte armat a la regió del Donbàs a Ucraïna. Des de principis de març del 2014, es van realitzar manifestacions pro-russes i de grups contraris al nou govern establert a Kíiv després de l'EuroMaidan a les províncies de Donetsk i Luhansk, territoris anomenats en el seu conjunt Donbàs. L'escalada del conflicte va desembocar en un conflicte armat entre les forces independentistes de les autoproclamades Repúbliques Populars de Donetsk i Luhansk i el govern d'Ucraïna. Des de llavors, les tropes russes han participat en el conflicte en suport dels separatistes.
El Protocol de Minsk va ser un acord per posar fi a la guerra a l'est d'Ucraïna, signat per representants d'Ucraïna, la Federació Russa, la República Popular de Donetsk (RPL o DNR) i la República Popular de Luhansk (RPL o LNR) el 5 de setembre del 2014, sota els auspicis de l'Organització per a la Seguretat i la Cooperació a Europa (OSCE). Tanmateix, l'acord no va ser respectat per les diferents parts i no va aconseguir el seu objectiu de cessar tots els combats en l'est d'Ucraïna.
El conflicte es va agreujar àmpliament a partir de la invasió russa de bona part d’Ucraïna, iniciada el mes de febrer del 2022.

## Antecedents

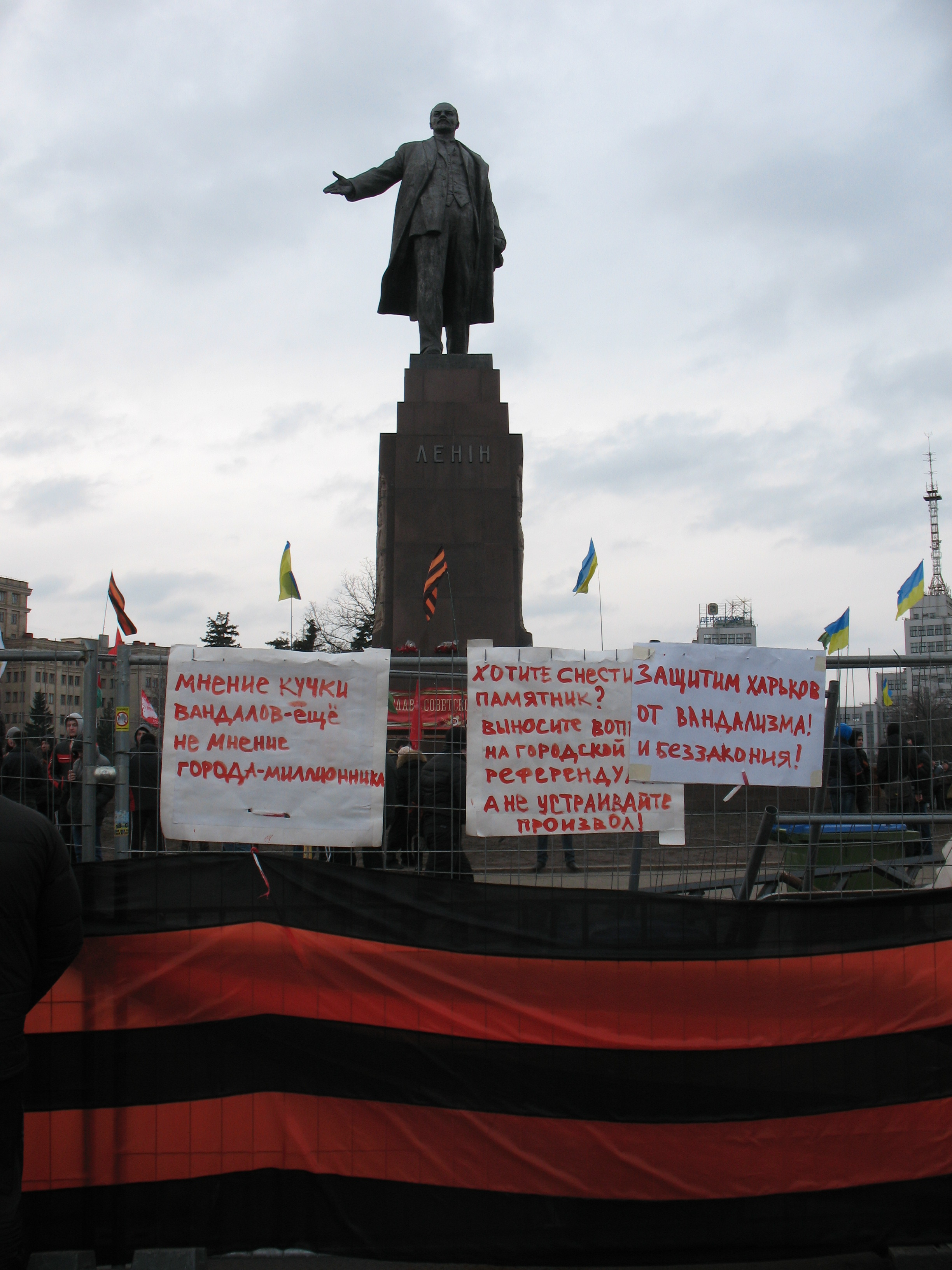
Míting pro-rus a Khàrkiv el 23 de febrer. La cinta taronja i negra es va convertir en un símbol del moviment separatista.

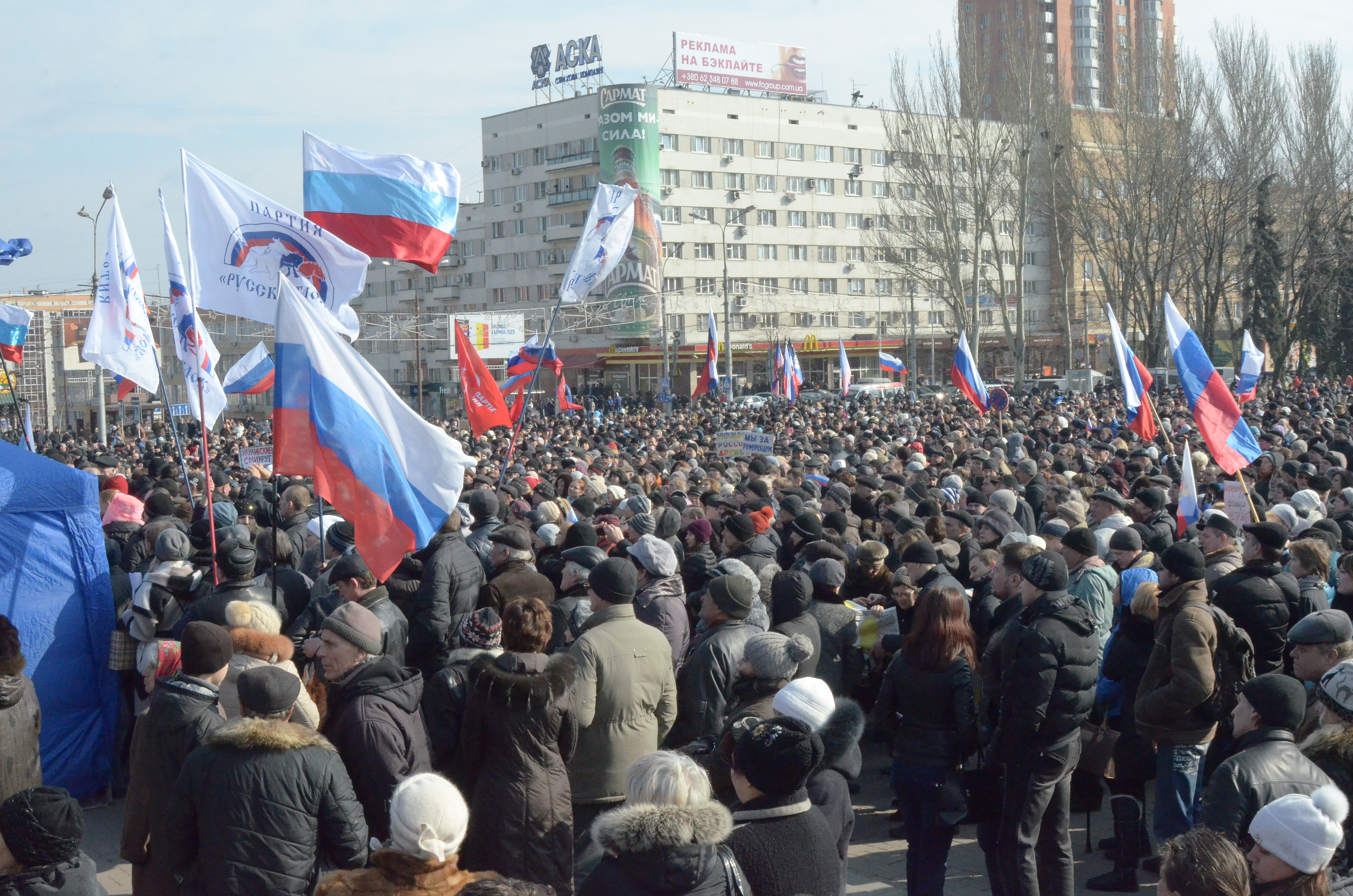
Manifestació pro-russa a Donetsk.

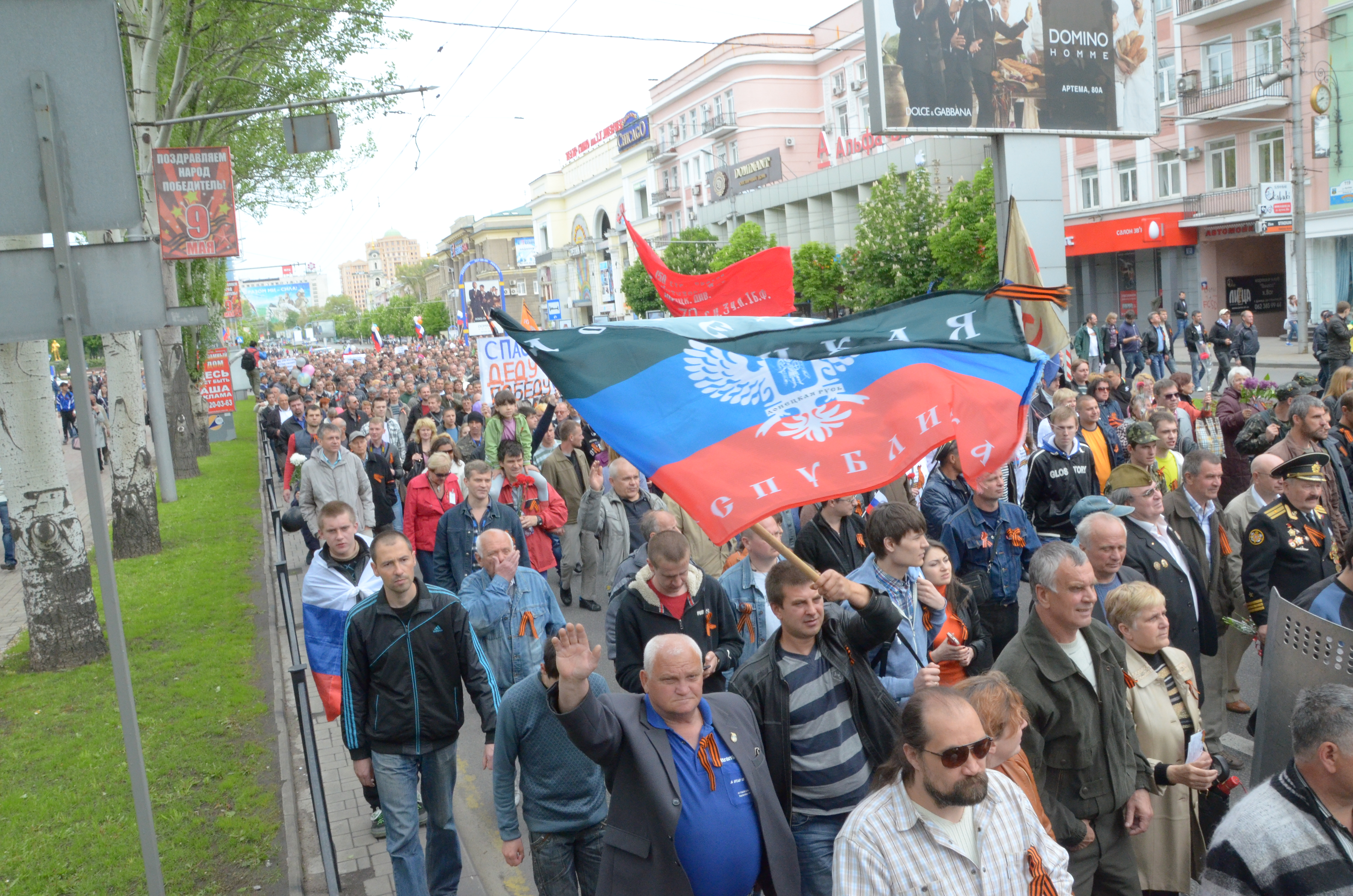
9 de maig, Dia de la Victòria, a Donetsk.

Des de principis de març de 2014, van tenir lloc a les províncies de Donetsk i Luhansk d'Ucraïna, juntament comunament anomenat el "Donbàs", manifestacions de grups separatistes pro-russos i antigovernamentals arran de la revolució del 2014 d'Ucraïna i el moviment EuroMaidan. Aquestes manifestacions seguiren amb l'annexió de Crimea per Rússia, recurrents protestes pro-russes en tot el sud i l'est d'Ucraïna, que van desembocar en un conflicte armat entre les forces separatistes de les autoproclamades República Popular de Donetsk i República Popular de Luhansk, i el Govern d'Ucraïna. Des del 23 de febrer de 2014, quan enmig de manifestacions europeistes el parlament ucraïnès destitueix el president Ianukòvitx es van succeir reaccions de malestar entre la població del sud i est d'Ucraïna, predominantment de parla russa.
El 7 d'abril, grups de manifestants separatistes van proclamar la República Popular de Donetsk en un edifici de l'administració regional a la ciutat de Donetsk. La nova república va demanar que Rússia la defensés d'Ucraïna. Mentre, un grup de diputats regionals de Khàrkiv assumia el control de les institucions governamentals i proclamava la República Popular de Khàrkiv, davant el qual Ucraïna va llançar una operació per recuperar el control de l'edifici. En la Rada Suprema va ser presentat un projecte de llei sobre la imposició de l'estat d'emergència a les regions de Luhansk, Donetsk i Khàrkiv. A més a més, es va comunicar que Kíiv havia enviat militars a les zones en conflicte.

## Desenvolupament del conflicte
Després d'haver guanyat el control de la República Popular de Donetsk i haver declarat la República Popular de Luhansk, grups separatistes pro-russos van prendre el control de les infraestructures estratègiques a l'Óblast de Donetsk, i van exigir que els funcionaris públics que desitgessin continuar el seu treball juressin lleialtat a la nova República. El 14 d'abril els separatistes pro-russos havien pres el control dels edificis del govern en Mariúpol, Hòrlivka, Sloviansk, Kramatorsk, Ienàkieve, Makíivka, Drujkivkai, Jdànivka, i a principis de maig, Donetsk

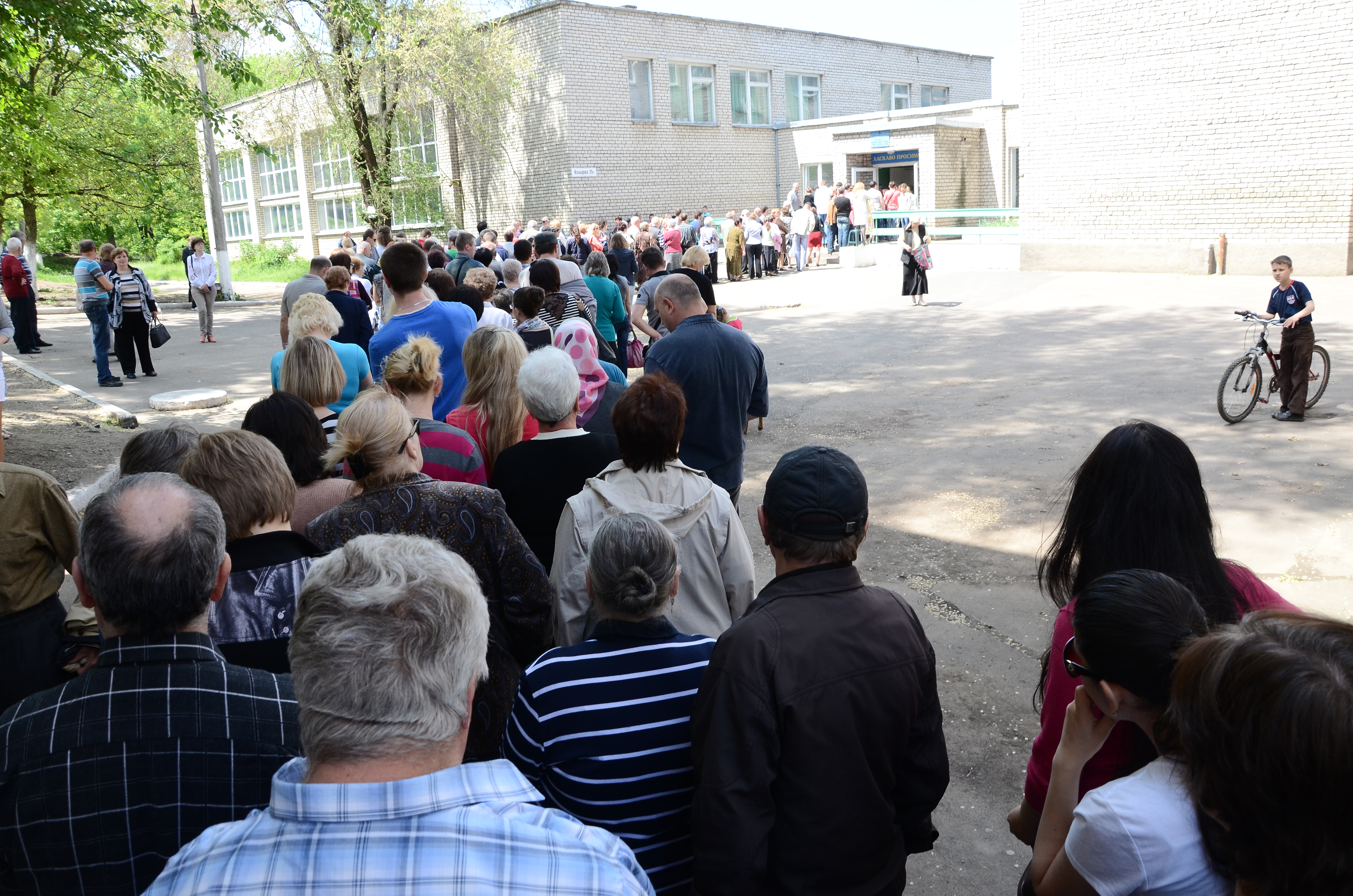
Cua per votar durant el referèndum a Donetsk, l'11 de maig de 2014.

L'11 de maig es va dur a terme un referèndum sobre l'autodeterminació dels óblasts de Donetsk i Luhansk. La participació a Donetsk va aconseguir el 74,87% dels ciutadans i a Luhansk el 81%. A la ciutat de Krasnoarmisk un escamot de la Guàrdia Nacional d'Ucraïna va detenir la votació en un col·legi electoral i va disparar ràfegues de fusell contra els ciutadans desarmats, que varen provocar la mort d'un veí de la zona. El 89,7% dels electors de l'óblast de Donetsk va votar a favor de la independència de la República Popular de Donetsk i segons la Comissió Electoral a l'óblast de Luhansk el 96,2% dels votants va optar per separar-se d'Ucraïna. Les regions de Donetsk i Luhansk es van declarar independents d'Ucraïna com a Repúbliques Populars. La República Popular de Donetsk va sol·licitar a Rússia que considerés la seva incorporació a la Federació Russa, però el Kremlin es va mostrar cautelós i no va donar una resposta immediata. També va donar a conèixer una iniciativa per unir les Repúbliques Populars de Donetsk i Luhansk en un Estat sobirà conjunt i es va anunciar que es realitzarien negociacions per a l'efecte.
Aquest mateix dia a Donetsk es va signar un document sobre la formació de l'estat de Novorossia (Nova Rússia). Això va ocórrer durant el Congrés de les regions del sud-est d'Ucraïna, iniciat pel polític ucraïnès Oleg Tsariov. El document sobre la fusió de les dues regions va ser signat pel primer ministre de la República Popular de Donetsk, Alexander Borodai, i pel cap de la República Popular de Luhansk, Alexei Kariakin.
Les forces ucraïneses van endegar una contraofensiva per prendre Mariúpol, que van recuperar el 13 de juny, Sloviansk i Kramatorsk, que van recuperar el 5 de juliol, però els insurgents van llençar una contraofensiva l'agost i van frenar als ucraïnesos a Donetsk, Luhansk i Hòrlivka, que van continuar en mans rebels, tret de l'aeroport de Donetsk, que va quedar en mans ucraïneses.
Entre el 22 i 25 d'agost, un "comboi humanitari" acompanyat de tropes russes va travessar la frontera cap a territori ucraïnès sense el permís del govern ucraïnès, tant a les zones sota control de les forces pro-russes com a zones que no estaven sota el seu control, com ara la part sud-oriental de l'Óblast de Donetsk a prop de Novoazovsk.
El 5 de setembre es va signar el protocol de Minsk, que establia un alto el foc, però aviat es trencà i immediatament començà una nova batalla pel control de l'aeroport de Donetsk, que va caure en mans insurgents el 21 de gener del 2015, a l'hora que avançaven sobre Mariúpol, que va romandre en mans ucraïneses, que al seu torn avançaren sobre Novoazovsk, que tampoc van prendre. El 15 de febrer entrà en vigor un nou alto el foc, que no fou respectat, i Debaltseve caigué en mans rebels el 18 de febrer.

## Desplegament de tropes en països de l'OTAN

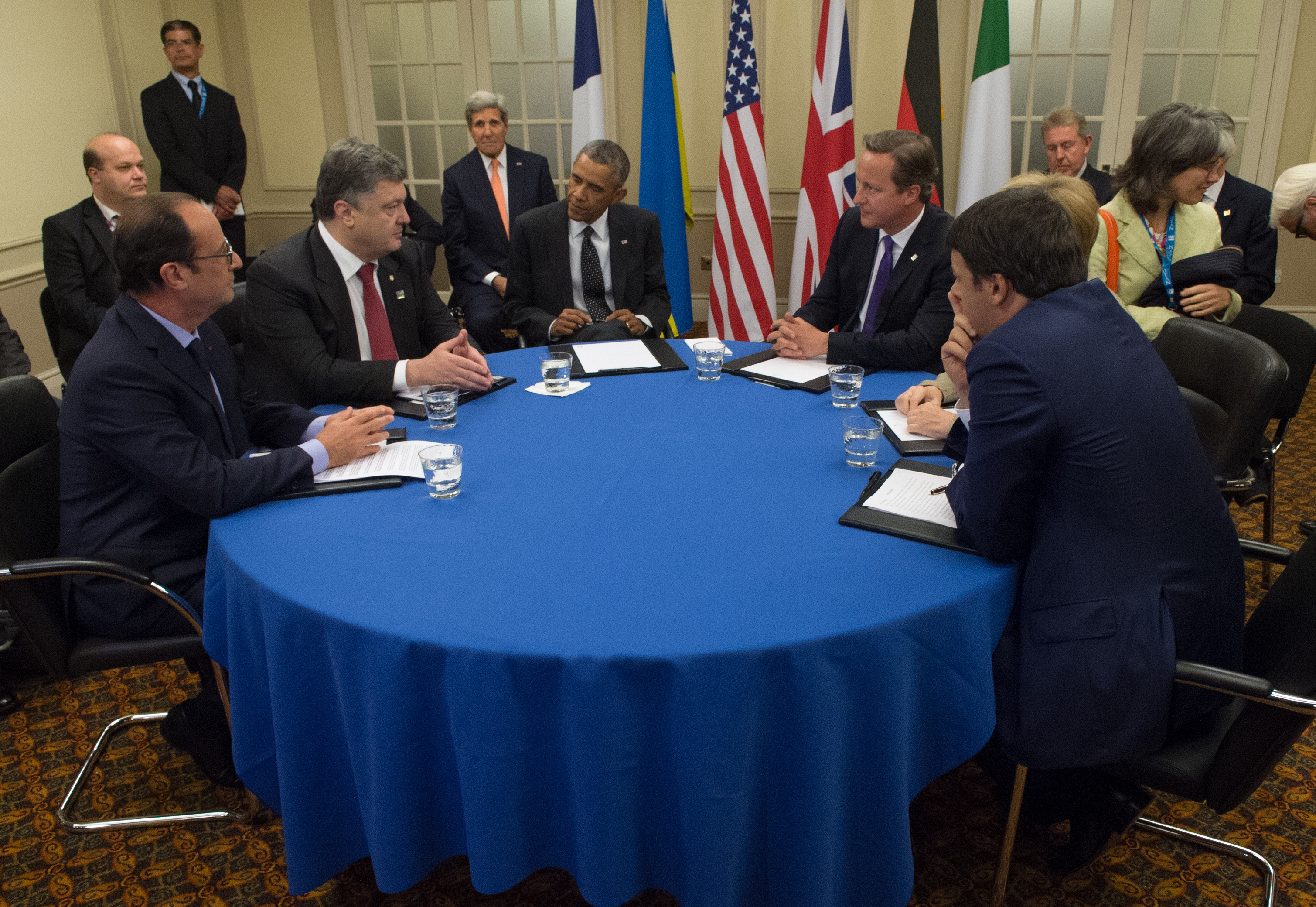
Cimera de Newport del 2014, el 5 de setembre.

El 19 d'abril, el ministre de Defensa polonès va anunciar que els Estats Units desplegarien les seves tropes a Polònia en resposta al «desplegament rus» a l'est d'Ucraïna. El 2 de maig, una flota de bucs dragamines de l'OTAN va arribar a Klaipeda, a Lituània, per «enfortir» les forces a la regió en resposta a la crisi ucraïnesa. El Ministeri de Defensa d'aquest país va informar que «aquesta visita del grup de dragamines a la zona del mar Bàltic té com a objectiu garantir la seguretat marítima de la regió i la disponibilitat de l'OTAN per respondre a qualsevol incident». La flota estava composta per cinc embarcacions de Noruega, Països Baixos, Bèlgica i Estònia i duran a terme en aigües territorials de Letònia entrenaments entre el 9 i el 22 de maig. Al mateix temps, van partir cap a Estònia una unitat britànica d'infanteria composta per 100 efectius.